# オンタリオ湖

五大湖におけるオンタリオ湖の位置。

オンタリオ湖（オンタリオこ、Lake Ontario）は、北アメリカ大陸にある湖で五大湖の1つ。五大湖のうちでは最小の湖だが、それでも地球上の湖沼としては14番目の面積を持つ。氷河によって削られて形成されたと言われている淡水湖である。
オンタリオ湖の名前は、イロコイの言葉で「美しい湖」または「輝く水」に由来する。カナダのオンタリオ州は、この湖の名にちなんで名付けられた。
面積は19,009km2あり、四国4県を合わせた大きさとほぼ同じ。東西の長さは310kmで、南北の長さは85km。水深は最も深い場所で244mある。
湖の北側はカナダのオンタリオ州に、南側はアメリカ合衆国のニューヨーク州と接している。主な流入河川は南西部のカナダとアメリカの国境で注いでいるナイアガラ川でエリー湖から流れてくる。他の流入河川にはドン川、ハンバー川、トレント川、ジェネシー川、オスウェゴ川、ブラック川などがある。北東からはセントローレンス川に湖水が流れ込み、大西洋へとつながっている。
沿岸の主要な都市としては、北岸東部のキングストン、北岸西部のトロント、西岸のハミルトン、南岸中央部のロチェスターなどがある。